# 赤荻歩
赤荻 歩（あかおぎ あゆみ、1981年8月5日 - ）は、TBSテレビのアナウンサー。

## 経歴
横浜国立大学教育学部附属横浜中学校、慶應義塾高等学校、慶應義塾大学法学部政治学科卒業。2004年にアナウンサーとしてTBS（旧法人）に入社。同期のアナウンサーは蓮見孝之。
入社当初はスポーツアナウンサーとしても活動していた。近年は、スポーツアナウンサーとしての活動を大相撲に限る一方で主にTBSテレビの報道・情報番組へ出演。TBSラジオでは『ラジオ寄席』の進行役を務めていた。2007年10月1日から先輩アナウンサー海保知里の結婚・アメリカへの移住による事実上の退社を機に後任として『はなまるマーケット』の4代目進行役となり、1年間担当。2014年3月31日からは、同番組の後継番組『いっぷく!』で、主にニュースキャスターを務めた。『はなまるマーケット』の前枠で放送されていた『みのもんたの朝ズバッ!』のスポーツコーナー「朝ズバッ!スポーツ」内の企画「朝ズバッ!大相撲」には2006年の大相撲九州場所より初登場し、本来の担当アナウンサーのうち、初田啓介・新タ悦男が世界バレーの実況・取材にほぼ専念した関係で、小笠原亘しか担当できなくなったことによる起用であった。これを機に、2007年大相撲初場所以降の「朝ズバッ!大相撲」では赤荻を加えた4人体制で放送していた。『はなまる』の進行役を務めていた時期には基本として出演しなかった（この時期のみ3人体制に復帰）が、2008年の大相撲夏場所期間中のみ一時的に復帰している。
2021年8月、同年から放送を開始した『ラヴィット!』の本編内で実況を任せられた際、MCの川島明（麒麟）が「これから何か対決するときは絶対、赤荻さんに頼みます」と発言したのをきっかけに、同番組でゲームなどの対決や挑戦企画を行う際の実況を担当するようになり、2024年に入ってからは、ほぼ毎回出演している。これによりスポーツ実況を担当することはほぼなくなっていたが、2023年には杭州アジア大会の女子バスケットボール決勝の（TBSからのオフチューブ形式による）実況、2024年12月7日には自身初めてとなるBリーグ（2024-25シーズンB1リーグ第10節の横浜ビー・コルセアーズ対宇都宮ブレックス戦）実況など、バスケットボールの実況に携わっている。
プライベートでは2010年6月に3歳年上の女性会社員（詳細は非公表）と結婚、3児の父となる。

## 人物・パーソナルデータ
- 好きな食べ物はつけ麺、ラーメン、焼き肉、そば[2]。
- 演劇が好き[2]。
- 好きなスポーツはボクシング、相撲、バスケットボール[2]。
- 普通自動車運転免許、漢字検定2級、常識力検定2級を持っている[2]。
- 好きな言葉は『捨て目捨て耳を利かせる』[2]。
- 好きな音楽はMr.Children、ケツメイシ[2]。

## 現在の担当番組

### テレビ
- ひるおび（午後枠のコーナープレゼンター、2019年10月 - ）[2]
  - 2021年9月までは木・金曜日、以降は月・木曜日に担当。
- JNN NEWS（水・金曜日昼前分キャスター、2022年1月12日 - ）
  - いずれも、『ひるおび』内で放送。2019年10月から2021年3月までは、『Nスタ』の日曜版と合わせて、日曜昼前分のニュースを担当していた。
  - 2022年7月8日（金曜日）に発生した安倍晋三銃撃事件のTBSにおける第一報を、同日の『ひるおび』内のニュースで伝えていた。
- TBS　NEWS[2]
- スポーツ中継（ボクシング、バスケットボールほか）
- ラヴィット!（実況を不定期で担当、2021年8月16日 - ）
  - 2021年10月8日から2022年4月1日までは、金曜日の9時台に内包されている『JNN NEWS』も担当。
  - 2024年12月27日（年内最終）の放送ではMCを担当[6]。
- 落語研究会（地上波版の進行役、2022年4月 - ）

### ラジオ
- 安住紳一郎の日曜天国（2020年4月から「さばいてにち10」を週替わりで担当）[2]
- 日本レコード大賞（2022年から駒田健吾に代わってラジオ中継の進行を担当）

### YouTube
- TBSテレビ公式チャンネル『どうぶつ奇想天外・WakuWaku』 （ナレーター）
- 経済の話で困ったときに見るやつ

## 過去の担当番組

### テレビ
- キャプテン☆ドみの（実況アナウンス担当）
- イブニング・ファイブ（エンタメコーナー、木・金曜）
- 2時っチャオ!（新聞コーナー、火・木・金曜）
- 総力報道!THE NEWS
- イブニングワイド
- チャンネル☆ロック!（不定期）
- ザ・プロ野球
- JNNイブニングニュース（2007年正月）
- JNN NEWS（2010年8月7日昼枠、2012年9月3 - 7日昼枠）※いずれも担当キャスター夏季休暇時の代行
- さんまのスーパーからくりTV（不定期。主に福岡県在住の教師（当時）・下地敏雄の企画で登場）
- 世紀のワイドショー!ザ・今夜はヒストリー - 不定期でリポーター
- 徳光和夫の感動再会!"逢いたい"起死回生涙と希望の3時間SP（2012年9月11日、依頼者サポーター）
- 朝ズバッ! - 「朝ズバッ!大相撲」[7]
- はなまるマーケット - 2008年9月までは凖レギュラーやアシスタントを務める。2009年4月 - 7月『クイズデイリーママダス』のメイン司会（月・火・水担当）として出演。以後は「とくまる」
- 開運音楽堂 - 第2代司会
- Nスタ（日曜版メインキャスター、2012年3月25日 - 2014年3月30日/2019年6月2日 - 2023年3月26日）[2]
  - 平日版でも、2010年3月29日の開始当初から2012年3月23日までの期間と、2013年9月30日から2017年3月31日までの期間にサブキャスターやコーナーキャスターを担当していた。
- いっぷく! - ニュースキャスター、他のコーナーにも随時出演（2014年3月31日 - 2015年3月27日）
- ビビット（2017年4月3日 - 2019年9月27日）
- ナイナイのお見合い大作戦!自衛隊の花嫁3時間SP（2019年6月17日、お見合い世話役）
- 日本沈没-希望のひと- 第9話（2021年12月12日）
- オオカミ少年 (ロケ企画での実況)
  - 2022年1月から、「有言実行　できる言うたやん」や「ダービー5」内の企画で定期的に担当。

### ラジオ
- グリグリ 〜goody goody〜（月曜）
- TBSラジオ エキサイトベースボール（ベイスターマン3号）
- ラジオ寄席（年度下半期限定で放送）
  - 1974年度から2021年度まで延べ48年間にわたって放送された演芸番組で、2007年度分から2021年度分まで、3代目（最後）の進行役として公開収録などに立ち会っていた。
- ジェーン・スー相談は踊る（2016年1月30日） - 代行MC
- 生島ヒロシのおはよう定食・おはよう一直線（2016年8月4日ほか） - 生島ヒロシ夏期休暇時の代役
- アシタノカレッジ（月曜日「ちょっといいこと短歌」、不定期、2021年10月 - 2022年6月）
- TBSラジオプレス（2022年12月23日）
  - 日本レコード大賞のラジオ中継を2023年から進行することを背景に、翌週（12月30日）に控えていた中継の告知を兼ねて、現職のTBSテレビアナウンサーからは初めてゲストで出演。パーソナリティは後輩アナウンサーの宇内梨沙で、2020年9月まで『Nスタ』日曜版のキャスターを共同で務めていた。
- 朗読のミカタ（2023年2月13 - 16日、平日午後にJRN全国ネットで放送される事前収録番組）
  - 日本国内の映画館で2022年12月3日から公開されている『THE FIRST SLAM DUNK』（バスケットボールが題材の漫画作品『SLAM DUNK』から派生したアニメーション映画）が大ヒットを記録していることや、アメリカで2023年2月20日（日本時間）にNBAオールスターゲームが開催されることにちなんで、「バスケットボールのルール」というテーマで朗読を担当。放送内で赤荻自身も『SLAM DUNK』の大ファンであることを明かしている。
- エンタメSaturday[2]
- 蓮見孝之 まとめて!土曜日（2023年7月1日 - 9月30日） - パーソナリティ代理（出演しない週あり）
  - 同期の蓮見が体調不良を理由に2023年の6月下旬からTBSテレビを休職していることに伴う措置の一環。同年10月7日からは番組名を『まとめて!土曜日』に改題し、先輩アナウンサーの藤森祥平（同年9月からアナウンス職に復帰）が担当を引き継いでいる。